# Oportunitat
L'oportunitat és una mesura usada en l'àmbit de l'estadística, probabilitats i epidemiologia per a representar la versemblança que un succés tingui lloc. És la probabilitat d'un determinat esdeveniment dividida per la seva inversa o complementària. En anglès, a aquesta mesura s'anomena "odds", que el Termcat tradueix com a «oportunitat». En epidemiologia analítica s'utilitza per a calcular l'oportunitat relativa.
En probabilitat i estadística, l'oportunitat a favor d'un esdeveniment o proposició es calcula mitjançant la fórmula {\displaystyle {\frac {p}{(1-p)}}}, on p és la probabilitat de l'esdeveniment o proposició. L'oportunitat en contra del mateix esdeveniment es calcula mitjançant la fórmula {\displaystyle {\frac {(1-p)}{p}}}. Per exemple, en triar a l'atzar un dia de la setmana (7 dies), l'oportunitat associada a favor per un diumenge qualsevol és {\displaystyle {\frac {(1/7)}{(1-(1/7))}}={\frac {1/7}{6/7}}={\frac {1}{6}}}, no {\displaystyle {\frac {1}{7}}}, com podria semblar. L'oportunitat en contra del mateix diumenge és {\displaystyle {\frac {6}{1}}=6}; significa que és 6 vegades més probable que no sigui diumenge que sí que sigui diumenge. Aquestes oportunitats són relatives a la probabilitat d'esdevenir. Generalment, les oportunitats no són determinades pel públic en general a causa de la confusió natural que es té amb la probabilitat d'un esdeveniment expressada de forma fraccionària. D'aquesta manera, la probabilitat al escollir a l'atzar un diumenge respecte a tots els dies d'una setmana és d'un a set (1/7). Un corredor d'apostes (pels seus propis propòsits) utilitzarà les oportunitats en format un contra sis, expressada generalment per la majoria de persones com a 6 a 1, 6-1, o 6/1 (llegit com a sis a un), on la primera xifra representa el nombre de dies contraris a la successió de l'esdeveniment, i la segona xifra correspon als dies a favor de la successió de l'esdeveniment (oportunitats a favor). En altres paraules, un esdeveniment amb m a n d'oportunitats en contra, tindrà una probabilitat de n/(m + n), mentre que un esdeveniment de m a n d'oportunitats a favor, la probabilitat serà de m/(m + n). La teoria de la probabilitat expressa que les oportunitats tenen un paper més natural o més convenient que les probabilitats.
Per alguns jocs d'atzar, pot ser també la manera més convenient en què les persones entenguin quants guanys tindran si la seva selecció és la correcta: a l'individu li pagaran sis per cada unitat apostada. Per exemple, una aposta guanyadora de 10 € es pagarà a 6 x 10 € = 60 €, retornant també els 10 € originals de l'aposta.

## Presentació de les oportunitats
Agafant un esdeveniment qualsevol amb una probabilitat d'1 a 5 d'èxit (1/5, 0,2 o 20%), l'oportunitat és de 0,2/(1- 0,2) = 0,2 / 0,8 = 0,25. Aquest valor (0,25) representa la quantitat a apostar necessària perquè el guany de l'aposta a favor en cas que es doni l'esdeveniment sigui d'una unitat. Aquest valor es pot escalar per un factor de conveniència per donar a la xifra un valor arrodonit. Per exemple, si una aposta de 0.25 unitats té un guany d'1, podem escalar x4 els valors, de manera que en una aposta d'1 unitat el guany serà de 4. Si s'aposta 1 unitat a favor de l'ocurrència d'aquest l'esdeveniment, el guany serà de 4 unitats més la unitat original apostada. Això pot estar representat per oportunitats fraccionàries 4/1, per oportunitats decimals 5,0 (s'inclou l'import de l'aposta original retornat) o per oportunitats americanes +400 (representant el guany sobre una aposta de 100).
Per contrast, un esdeveniment qualsevol amb una probabilitat de 4 a 5 d'èxit (4/5, 0,8 o 80%), l'oportunitat és de 0,8/(1- 0,8) = 0,8 / 0,2 = 4. En una aposta a favor d'aquest esdeveniment, es rebrà una unitat més de l'aposta original (4 unitats). Estarà representat per oportunitats fraccionàries com a 1/4, en oportunitats decimals com a 1,25 i en oportunitats americanes com a -400, representant l'aposta necessària per a un guany de 100.

## Oportunitats en les apostes vs. oportunitats en les probabilitats
En el joc, les oportunitats de les apostes no representen la probabilitat real d'èxit de l'esdeveniment. Representa la quantitat que les cases d'apostes pagaran per les apostes guanyadores. En calcular les seves oportunitats les cases d'apostes inclouen un marge de benefici, el qual significarà que el que es pagarà per una aposta guanyadora serà menys que la probabilitat real que l'esdeveniment es doni. Aquest marge és conegut com a arrodoniment de les oportunitats. Veiem-ne aquí un exemple :
En una cursa de 3 cavalls, les probabilitats reals de què cada cavall guanyi la cursa pot ser de 50%, 40% i 10%. Aquestes són les probabilitats relatives de què cada cavall guanyi la cursa. El total de percentatges és 100, això representa una probabilitat justa. Les oportunitats corresponents per cada un dels tres cavalls són de 2-1, 6-4 i 9-1 respectivament (2, 2,5 i 10 respectivament en oportunitats decimals).
Per a aconseguir beneficis en les apostes acceptades, les cases d'apostes incrementen els valors de les probabilitats a 60%, 50% i 20% pels tres cavalls, representant unes oportunitats de 4-6, 2-1 i 4-1 respectivament (1,67, 2 i 5 respectivament en oportunitats decimals). Aquests valors ara sumen un total de 130. Això significa que a la casa d'apostes l'arrodoniment de les oportunitats li suposa un benefici de 30 (130 – 100) si les apostes acceptades es corresponen en les proporcions correctes per cada cavall. L'art en el corretatge d'apostes es tracta d'això, de rebre uns 130 € per aquest aposta i retornar uns 100 €, incloent-hi les apostes inicials, independentment del cavall guanyador.
El guany en les apostes té en compte la relació entre les probabilitats reals d'èxit d'un esdeveniment i l'oportunitat oferta. Si es pot aconseguir que les oportunitats de les apostes fetes es paguin per sobre de les oportunitats reals de l'esdeveniment, en teoria s'aconseguiran guanys. Aquest tipus d'apostes s'anomenen valuebets (apostes de valor). Els serveis informatius d'esports són utilitzats sovint per apostants professionals o semi-professionals en la recerca d'aquestes apostes.
Les oportunitats o les quantitats que les cases o els corredors d'apostes paguen venen determinades també per la quantitat apostada en cada possible cas de l'esdeveniment. Es tracta de balancejar les oportunitats de forma que les apostes es reparteixin de forma proporcionada per cada una de les possibilitats.

## Epidemiologia
En epidemiologia s'utilitzen bàsicament dos tipus d'oportunitats, les de malaltia i les d'exposició.
L'oportunitat de malaltia més comuna és la d'incidència (oportunitat d'incidència o OI). És la probabilitat acumulada de desenvolupar la malaltia (PA o risc d'emmalaltir),
amb relació a la probabilitat acumulada de no desenvolupar-la (1 - PA): 
{\displaystyle Oportunitat={\frac {PA}{(1-PA)}}}
Si als casos nous de malaltia en una població i en un període determinats s'anomenen casos incidents, l'oportunitat s'estima amb la raó dels casos incidents de malaltia i casos no incidents:
{\displaystyle Oportunitat={\frac {casos~incidents}{poblaci{\acute {o}}~a~risc~al~final~estudi}}}
Exemple
L'estudi multicèntric de cohorts sobre la SIDA (MACS) va reclutar entre 1984 i 1985 a 4.943 homosexuals de 4 ciutats dels EUA, 1.665 individus dels quals, estaven ja infectats pel virus de la immunodeficiència humana (HIV) però sense haver desenvolupat la sida. D'aquests, 168 presentaren un primer episodi de pneumònia per Pneumocystis jiroveci durant els 4 primers anys de seguiment [Phair-1990]. La PA de presentar una pneumònia per P. jiroveci en 4 anys fou de:
{\displaystyle {\begin{pmatrix}Probabilitat\\acumulada\end{pmatrix}}={\frac {\begin{pmatrix}Nombre~de~casos~nous~de~malaltia\\que~apareixen~en~una~poblaci{\acute {o}}\\durant~el~per{\acute {i}}ode~d'estudi\end{pmatrix}}{\begin{pmatrix}Persones~sense~la~malaltia\\a~l'inici~de~l'estudi\end{pmatrix}}}={\frac {168}{1.665}}=0,10.}
La PA en 4 anys fou del 10%. De cada 100 individus sense la malaltia a l'inici de l'estudi, 10 van desenvolupar la pneumònia. La PA anual era del 2,5% (0,10/4 anys = 0,025).
L'oportunitat d'incidència és:
{\displaystyle {\begin{pmatrix}Oportunitat\\Incid{\grave {e}}ncia\end{pmatrix}}={\frac {\begin{pmatrix}Nombre~de~casos~nous~de~malaltia\\que~apareixen~en~una~poblaci{\acute {o}}\\durant~el~per{\acute {i}}ode~d'estudi\end{pmatrix}}{\begin{pmatrix}Persones~sense~la~malaltia\\al~final~de~l'estudi\end{pmatrix}}}={\frac {168}{1.497}}=0,11.}
Aquesta oportunitat indica que de cada 11 que van desenvolupar pneumònia en 4 anys, 100 no la van presentar. Com pot observar-se, el valor de la probabilitat acumulada en 4 anys (0,10) i el de l'oportunitat de malaltia (0,11) són molt similars, però l'oportunitat sempre és superior. Com més petit sigui el risc d'emmalaltir més similars seran la PA i l'oportunitat.